# 耶穌家族之墓
耶穌家族之墓（英語：The Jesus Family Tomb: The Discovery, the Investigation, and the Evidence That Could Change History），是一本由辛卡‧傑科波維奇（Simcha Jacobovici）和查理‧裴列格里諾（Charles Pellegrino）合著的書籍，主要內容是稱在耶路撒冷和伯利恆中間發現的陶比奧古墓是耶穌的家族墓。

## 概述
該墓在1980年出土於陶比奧，內有十口骨棺，其中六口骨棺有刻有名字如下：
- 馬利亞（Maria）：用拉丁文拼音方式，卻用希伯來字母書寫。
- 約瑟之子耶穌（Jesus son of Joseph）：骨棺內有骨，也做過DNA检测，推斷出耶穌是黑眼睛 和黑頭髮，而頭髮很鬆，就像獅子頭
- 馬利安（Mariamene）：希臘字母拼寫，作者以腓力行傳中的文句，判斷馬利安就是指聖經中的抺大位馬利亞，也是耶穌的妻子
- 耶穌之子猶大（Jude (Yehuda) son of Jesus）
- 約沙（Yosa）：作者認為這個詞是指马可福音6:3提到的耶穌的兄弟約西。
- 馬太（Matya）

在動用過廣泛的化學檢測法之後，以色列地質學家席姆倫（Arye Shimron）表示，他已肯定發現於1980年的陶比奧古墓屬於耶穌、他的兒子及親屬。這項研究認定耶穌有結婚、生了孩子，而且肉身復活並沒發生，也為他是真實存在的歷史人物提供了有力的證據。
席姆倫及紀錄片製作人傑科波維奇（Simcha Jacobovici）為探究此中關連，細細檢驗過古墓中的骨棺，甚至連雅各骨棺也研究過。該骨棺鐫文為「雅各，約瑟夫之子，耶穌之弟」。席姆倫取得管道，由詹姆士骨棺底刮下古銹，也就是日積月累形成的金屬層。他再拿此古銹，與另25個（其中15個來自不相關墳墓）不同骨棺的相比，進行約150項測驗，發現雅各骨棺的古銹，含有的鎂、鐵及矽，與陶比奧古墓的相同。陶比奧骨棺都蓋著很厚的「黑色石灰土」，擁有獨特化學性質，與東耶路撒冷山丘的特色相同。席姆倫假設，西元363年地震，讓大量土壤及泥巴沖進陶比奧古墓，掩蓋住那些骨棺，效果上等於形成真空層，讓它們不受時光的損壞。
雅各骨棺是在巴黎的索邦經人發現，一開始曾被斥為假貨，但後來證明不是。席姆倫發現，滲進雅各骨棺的土壤，與放在陶比奧古墓的其他個相同，證實它們多年來放在一起。傑科波維奇對《耶路撒冷郵報》表示，此一發現可證實，雅各骨棺是真品，而耶穌家族墓，的確屬拿撒勒人耶穌一家所有。

## 爭議
書中以骨灰罐上的名稱作計算，以此說明這幾個名字置於同一墓穴的可能性。

約瑟之子耶穌，馬利亞，馬利安　79 x 24 x 193 = 365928

用了其中三個人的名字答案是365928

如果用上約瑟，約瑟之子雅各，馬太的話，答案會是幾佰萬分之一，因為當時猶太人口約有5至8萬人口。
這個計算方式引發了幾項質疑：
1. 骨灰罐上的名稱的判定並未受到學界公認。
2. 缺少支持抹大拉的瑪莉亞和耶穌的婚姻的文獻。
3. 缺少提及耶穌之子猶大的文獻。